# Musical December 2013 With Kim Junsu
A Musical December 2013 With Kim Junsu Kim Dzsunszu (XIA) 2013-ban kiadott középlemeze. Az album a December című dél-koreai musical egyes dalait tartalmazza Kim, Lyn és Gummy közreműködésével.

## Számlista
| #  | Cím                                                                          | Dalszöveg            | Zene                 | Hossz |
| -- | ---------------------------------------------------------------------------- | -------------------- | -------------------- | ----- |
| 1. | 12월 12 vol                                                                  | 조현주 Cso Hjondzsu  | 김광석 Kim Gvangszok |       |
| 2. | 스치다 Szucshida (ft. Lyn)                                                   | 장차 Cshangcsha      | 박민주 Pak Mindzsu   |       |
| 3. | 사랑이라는 이유로 Szarangiranun ijuro (ft. Gummy)                            | 김형석 Kim Hjongszok | 김형석 Kim Hjongszok |       |
| 4. | 너무 아픈 사랑은 사랑이 아니었음을 Nomu aphun szarangun szarangi aniosszumul | 류근 Lju Gun         | 김광석 Kim Gvangszok |       |
| 5. | 이등병의 편지 I Dungbjongi phjondzsi                                         | 김현성 Kim Hjonszok  | 김현성 Kim Hjonszok  |       |
| 6. | 12월 12 vol (instrumentális)                                                 |                      | 김광석 Kim Gvangszok |       |